# 知恵を奪うトッケビ
『知恵を奪うトッケビ』（原題：지혜를 빼앗는 도깨비)は、定額制動画配信サービスWATCHAが配信したオリジナルバラエティ番組。
カン・ホドン、イ・ヨンジン、ヤン・セチャンのMC3人組が’トッケビ’に扮して、成功した人々の知恵を奪って人生の秘訣を知らせる知恵強奪トークバラエティ。

## 出演者

### MC
- カン・ホドン
- イ・ヨンジン
- ヤン・セチャン

### ゲスト
- 第1回：路地裏食堂のオーナーたち
- 第2回：ヤン・イクチュン、キム・ナムヒ、キム・ジュリョン
- 第3回：イ・ジヨン（韓国のスター講師）
- 第4回：SEVENTEEN
- 第5回：イラストレーター woohnayoung、デザイナーRieul Kim、グラフィティーアーティスト Royyal Dog
- 第6回：パク・ジェチャン（『セマンティックエラー』）、ナム・ヒョヌ（『中小企業物語』）
- 第7回：イ・ジナ、キム・ムンジョン、キム・ソヒョン（ミュージカル特集）
- 第8回：MZ世代を虜にした社長たち
- 第9回：クァク・ユンギ（韓国ショートトラック選手）、쯔양（YouTuber）、오킹（YouTuber）

※韓国での配信内容を基準に。